# 男はつらいよ 拝啓車寅次郎様
『男はつらいよ 拝啓車寅次郎様』（おとこはつらいよ はいけいくるまとらじろうさま）は、1994年12月23日に公開された日本映画。『男はつらいよ』シリーズの47作目。同時上映は『釣りバカ日誌7』。

## 作品概要
- 題名は渥美清が出演した映画『拝啓天皇陛下様』から取っている。なお本編中にも、満男から寅次郎への手紙の形を採った独白で、「拝啓車寅次郎様」と呼びかける一節がある。
- 『マディソン郡の橋』がベストセラーとなり大ブームを起こす中、大人の恋物語を目指して作られた作品[1]である。もっとも、シリーズ全体の特徴通り、プラトニックな領域にとどまっている[注 1]。
- 渥美清はこの時、肝臓の癌が肺にまで転移しており、やや顔がむくみ、主題歌の声にも張りがなかった。主治医からは出演は「もう不可能」と言われていたが、無理を承知で出演。そのため、渥美清の出演時間が少なくなるように配慮されており、第42作（『ぼくの伯父さん』）以降の流れに沿って、寅次郎とそのマドンナ宮典子との恋を満男とそのマドンナ川井菜穂との恋と同時進行で描くという形になった[2]。
- この作品の撮影現場や完成披露試写会が、シリーズ25年目を記念して制作された『BSスペシャル 渥美清の寅さん勤続25年』で紹介された。

## あらすじ
寅次郎は、旅先で売れない演歌歌手・小林さち子（小林幸子）を見かけ、顔相から必ず売れると励ます。
寅次郎は久々に柴又に帰るが、その晩、満男の話題で盛り上がる。満男は大学卒業後に入社した靴の製造・卸会社での営業の仕事に自分が向いていないと嫌気が差しており、寅次郎に愚痴をもらす。それを聞いた寅次郎は、長年テキヤ稼業で培った技術を満男に伝授する。鉛筆の売り方を幼少期の思い出話を交える形で実演して、満男を始め家族皆を感服させたのだ。もっとも、寅次郎は翌日、満男の会社に挨拶に行くと言ってくるまや一家をやきもきさせ、おいちゃんと喧嘩して、また旅立ってしまう。
寅次郎は、琵琶湖のほとりにたたずむ一人の女性・宮典子（かたせ梨乃）に声を掛ける。典子は、カメラを車に積み、撮影旅行をしていた。寅次郎は立ち去ろうとしたが、その時典子が岩の上でつまずいて倒れ、寅次郎は接骨院に連れて行く。典子は寅次郎と同じ宿に宿泊することになったが、お互いの身の上を語るうち、寅次郎は、典子が鎌倉に住むハイソな主婦で、一年に一度、一週間だけ家族から解放され、趣味の撮影旅行をしているということを知る。典子は、寅次郎やさくらがうらやむような幸せを持っているように見えたが、サラリーマン家庭にありがちな、接点や会話の少ない倦怠期の夫婦生活で、どこか愛情に飢えていた。「お互いに愛してない」という典子の言葉に少しどぎまぎしてしまった寅次郎は、典子と長浜市の曳山祭りを見に行くことにするが、翌日になって突然、夫（平泉成）が娘の病気を理由に典子を迎えに来て、連れ帰ってしまう。
さて、満男はそれに先立つある日、大学の先輩で今は長浜で造り酒屋の家業を継いでいるという川井信夫（山田雅人）から葉書を受け取り、相談があるので、ついでに曳山祭りを観に来ないかと誘われる。川井の実家に赴いた満男は、郵便局に勤める川井の妹の菜穂（牧瀬里穂）と出会う。初めは不運な誤解もあり、満男に気の強さをぶつける菜穂だったが、すぐ思い直して町を親切に案内してくれたことで、満男は可愛い顔立ちの菜穂に好意を寄せ始める。曳山祭りを一緒に見学している最中、満男は菜穂に「付き合っている人いるの？」と勇気を出して聞いてみるが、返答を待っている間に、偶然居合わせた寅次郎に「いたっていいじゃねーかよ、そいつと勝負すりゃいいんだよ」と声をかけられる。すぐに立ち去った寅次郎を追いかけた満男だったが、見失ってしまう。
その晩、葉書に書いてあった相談の内容として、信夫から菜穂との結婚話を持ちかけられ、満男は一瞬困惑するが、まんざらでもない様子で柴又に帰る。信夫への礼状を書こうとしつつ、ワープロに「菜穂」と打ち込み続けてしまうほどであった。しかしちょうどその頃、菜穂は、無断で結婚話を進められていたことを知って、信夫に激怒していた。満男に好意を持っていないわけではなかったが、結婚が女のすべてという考え方のもと、菜穂の意向も聞かずに勝手に話を進めるような兄の考え方に反発を覚えたのだ。数日後、上京してきた信夫はそのことを満男に告げる。「満男さんなんか大嫌い」という菜穂の言葉の断片だけ伝えるので、満男は深く傷つく。
一方、寅次郎は柴又に帰ってきて、その日典子がくるまやに訪ねてきたことを知る。典子の名刺と「怪我もすっかりよくなって、元気で過ごしております」という伝言をさくらから受け取るが、典子のその言葉が本当なのか、今どういう状況なのかが気に掛かる。翌日、満男に車で送ってもらい、鎌倉の彼女の家を訪れる。すっかり元の日常生活に戻り、娘と幸せそうに微笑んでいる典子を車の中から遠目に見て、伝言が真実であったと感じる。夫婦として長年やっていればいろいろあるだろうけれども、お互いを好きになろうという気持ちがあれば必ず何とかなるものだと理解し、「これで俺の気持ちはすっきりした」と、車を出すように満男に言う。
寅次郎が旅立つ江ノ島電鉄の駅で、二人は恋について語り合う。「（菜穂に振られて）ホッとしているんだ。くたびれるもんな、恋するって」と言う満男に対し、寅次郎は「くたびれたなんてことはな、何十遍も失恋した男の言う言葉なんだよ。お前、まだ若いじゃないか。燃えるような恋をしろ。大声出して、のたうち回るような、恥ずかしくて死んじゃいたいような恋をするんだよ。ホッとしたなんて情けないこと言うな。さみしいよ、俺は」と発破をかける。神妙な顔で満男は反省し、二人は別れる。
正月、くるまやと朝日印刷の従業員が諏訪家に集う中、満男は自分の結婚話をされて、「大きなお世話」と不機嫌に家を出て行く。しかし、江戸川堤にいる菜穂に気付き、手のひらを返したように機嫌を直す。菜穂は、兄の行動が許せなかっただけで、満男との友達関係は捨てたくないと言い、満男は菜穂を家に連れて行く。満男は、自分が寅次郎に似てきていると言われることを決して悪口とは感じない、それは「他人の悲しみや寂しさがよく理解できる人間」として寅次郎を尊敬しているからだと、寅次郎に向けて独白する。その頃、寅次郎は仕事先の雲仙でさち子と再会。『おもいで酒』をヒットさせていたさち子は、寅次郎の人相見に励まされて売れるようになったと喜ぶ。

## 逸話
- DVD収録特典映像「予告編」[4]では、以下のような没シーンが収録されている。
  - 江ノ島電鉄鎌倉高校前駅のホームで、寅さんのトランクのみのアップシーン。
  - 祭り時の山車の遠景シーン。
  - 山車の上で演者が演じているときの別角度からの撮影シーン。
  - 最初に寅さんが典子と別れる車の前のシーン。本編では車がアップになっており、寅さんのセリフが予告編では「旅人(たびにん)」だが本編では「旅人(たびびと)」、予告編では「歩きながら考えるよ」が本編では「歩きながら考えるさ」になっている。
  - 直後、典子が湖畔で転ぶシーンにSEが入っている。
  - 接骨医の後を青年が追い掛けるシーンで、青年の帽子が被ったままになっている。本編では釣り糸に帽子が絡まって取れてしまっている。
- 諏訪家の住所がポストでは「柴又5-37-2」となっているが、コンクリート塀では「41-3×」と異なっている。
- 女優の黒柳徹子は山田から「撮影現場を見に来てくれ」と言われ、訪問している。ただし、本作に出演はしていない。これが生前の黒柳が見た渥美の最後の姿となり、ドラマ『トットちゃん!』56話や『トットてれび』第6話「私の兄ちゃん・渥美清」でも本作の撮影中の出来事が描かれている。黒柳は第50作のマドンナになる予定だった[5]。
- 牧瀬里穂は、7年務めた郵便貯金CMキャラクターの4年目にあたり、舞台あいさつで渥美に「(直接の共演場面が多かったかたせ梨乃に対して)こちらのお嬢さんとは郵便局だけで一緒になって、映画ではあまりに一緒になりませんでした」と、役柄も引っかけて紹介され場内の爆笑を誘った。
- 小林幸子は売れないドサ回りの演歌歌手を演じている。キャンペーンのために訪れたレコード店の前で、レコードは売れず、買い物客に足元に捨てられたチラシをみじめに、そして悔しそうに拾う姿を(台本を読み込み、自信を持って)演じたが、山田から「かつて売れた事のある歌手なら、それで良いが、売れた事のない歌手は、何千枚ものチラシを足元に捨てられているはずだから、もっと淡々と拾うはずです」と、演技を直されている。
- 使用されたクラシック音楽
  - フレデリック・ショパン作曲：『夜想曲第2番 変ホ長調 作品9-2』（電子オルガンに編曲）～ 満男が商品トラブルのため訪問する渋谷のデパート内。
  - モーツァルト作曲：『ディヴェルティメント ニ長調 K.136 (125a) 』から第1楽章 ～ 満男と菜穂が会話する長浜のカフェ。
  - テクラ・バダジェフスカ作曲：『乙女の祈り』オルゴール～くるまやに典子が訪れる。柴又商店街から聞こえる。

## スタッフ
- 監督 - 山田洋次
- 脚本 - 山田洋次、朝間義隆
- プロデューサー - 野村芳樹、深澤宏
- 音楽 - 山本直純、山本純ノ介

## キャスト
- 車寅次郎：渥美清
- 諏訪さくら： 倍賞千恵子
- 諏訪満男：吉岡秀隆
- 川井菜穂：牧瀬里穂 - 信夫の妹。父が局長を務める長浜室町郵便局に勤務している。
- 車竜造（おいちゃん）：下條正巳
- 車つね（おばちゃん）：三崎千恵子
- 諏訪博：前田吟
- 社長（桂梅太郎）：太宰久雄
- 源公：佐藤蛾次郎
- ポンシュウ：関敬六 - 寅さんのテキ屋仲間。
- 専務・向井：すまけい - 満男が勤める靴メーカー株式会社光陽商事。
- 川井信夫：山田雅人 - 長浜に住む、満男の大学の先輩。
- 菜穂の母・千鶴：八木昌子
- 菜穂の父・晋：河原崎長一郎 - 長浜室町郵便局の局長。
- 柔道の先生：岩下浩
- 宮幸之助：平泉成 - 典子の夫。
- 印刷工・中村：笠井一彦
- 印刷工場職員：マキノ佐代子
- 三平：北山雅康
- 佳代：鈴木美恵
- 江戸家：平田京子
- 篠原靖治
- マネージャー：関谷次朗 （ポンシュウ演じる関敬六の息子）- 歌手小林さち子のマネージャー。
- 橋本惇
- サブ：渡部夏樹 - 寅さんのテキ屋仲間。
- 行商のおばちゃん：光映子 - 新潟県上越市 高田の郵便局前で寅さんとぶつかる。
- 民宿栄次郎のおばあちゃん：谷よしの
- 民宿栄次郎の従業員：神戸浩
- 歌手（小林さち子）：小林幸子
- 宮典子： かたせ梨乃
- 満員電車の女性：川井みどり（ノンクレジット）

## ロケ地
出典はすべて
- 新潟県上越市（高田駅前郵便局）
- 滋賀県長浜市
- 神奈川県鎌倉市（江ノ島電鉄線鎌倉高校前駅）
- 長崎県雲仙市（旧長崎県南高来郡小浜町）（島原鉄道バス「雲仙バス停」）
- 東京都台東区浅草
- 東京都渋谷区

## 記録
- 観客動員 - 217万6000人[7][8]
- 配給収入 - 15億5000万円[9]（15億3000万円[10]とも）

## 受賞歴
- 第5回文化庁優秀映画作品賞長編映画部門
- 第13回ゴールデングロス賞優秀銀賞[11]